# トム・スタウト
トム・スタウト(英語: , )は、アメリカ合衆国・出身の政治家、新聞編集者。所属政党は民主党。1913年からアメリカ合衆国下院議員を2期務めた。

## 経歴・人物
スタウトは1879年にミズーリ州ラルズ郡の郡庁所在地ニューロンドンで生まれた。同州コロンビアのミズーリ大学を卒業した。1902年にモンタナ州ルイスタウンに移り、新聞社に務めるようになった。1904年、ファーガス郡民主党の創設に貢献し、翌年から新聞社の経営を始めた。1910年、モンタナ州上院議員に選出され、1913年3月に辞任するまでその任期を務めた。
1910年のアメリカ国勢調査に基づき、モンタナ州に配分される下院議員議席が1議席から2議席へと増加した。モンタナ州は、この議席増について、地理的区分による小選挙区は設置せず、既存のモンタナ州全州選挙区の定数を増やすことで対応した。同選挙でスタウトは25,857票を獲得し、当選し、以後2選を果たした。1916年選挙には出馬せず、新聞編集者としての仕事を再開した。
1921年には3巻4000ページ超の大著「モンタナ、その物語と伝記：先住民と領土の歴史およびモンタナ州の30年(Montana, It’s Story and Biography: A History of Aboriginal and Territorial Montana and Three Decades of Statehood )」を出版し、モンタナ州初期の政治に携わったものとしてその歴史をまとめ上げた。
1930年から1932年まで、スタウトはモンタナ公務員委員会の委員を務め、1942年にモンタナ州下院議員に選出された。その後、3選を果たした後、政界を離れ、1947年から1960年までビリングスガジェットの論説委員を務めた。
1965年、モンタナ州ビリングスの自宅で死去。同地のマウント・ビュー墓地に埋葬された。